# VEGAS/ベガス
『VEGAS/ベガス』（Vegas）は、2012年9月25日から2013年5月10日までCBSで放送されたアメリカ合衆国のテレビドラマシリーズである。主演はデニス・クエイドとマイケル・チクリスである。企画は『カジノ』の脚本家のニコラス・ピレッジとグレッグ・ウォーカーが務めた。エグゼクティブ・プロデューサーはピレッジとウォーカーの他に、クエイドとチクリス、アーサー・M・サルカシアン。キャシー・コンラッド、映画監督のジェームズ・マンゴールドが務めた。
元々サルカシアンとピレッジは映画用に企画していたが、膨大なストーリーを映画にきちんと収めることに苦戦していた。そんな時にマンゴールドとコンラッドにプロットを見てもらった際にコンラッドがテレビシリーズを提案したことによりテレビシリーズとなったことをウォーカーがインタビューにて語った。
2012年10月23日にフルシーズンとなる第22話目までが発注されたが、後にCBSは1話減らして全21話とした。2013年3月7日、CBSは放送時間を4月5日より金曜の午後9時に変更することを発表した。
2013年5月10日、CBSはシリーズの打ち切りを発表した。
日本では、2013年10月20日よりスーパー!ドラマTVにて、放送された。

## 内容
砂漠の中に牧場とカジノが点在する1960年代のラスベガスを舞台に、戦争中に軍警察を務めた経歴により、カウボーイから嫌々ながらも保安官となった実在の人物 ラルフ・ラム（Ralph Lamb）と、ラスベガスにやってきてカジノを仕切るマフィアのヴィンセント・サヴィーノとの激しい攻防戦やマフィア同士の抗争を描いたクライム・アクションである。

## キャスト

### メイン
ラルフ・ラム
演 - デニス・クエイド、日本語吹き替え - 菅生隆之
ラスベガスで牧場を営む傍ら、第二次世界大戦中に陸軍の憲兵として活躍したことから当時の上司ベネット（現ラスベガス市長）から依頼を受け、行方不明中の保安官の代理を務める。弟と息子の手を借りながら、街の治安を守るべく任務にあたっている。マフィアのサヴィーノと対立を深めていく。真面目で正義感が強く、ライフルの腕は一流。後に正式な保安官に就任する。カウボーイから保安官となった実在の人物を元にしている。
ヴィンセント・サヴィーノ
演 - マイケル・チクリス、日本語吹き替え - 天田益男
カジノ・ホテル、ザヴォイの支配人としてシカゴからラスベガスにやってきたマフィアの一員。カジノで利益をあげるだけに留まらず、ラスベガスで巨大な娯楽施設をつくり、莫大な利益と地位を手にするという野望を抱えている。そのためには手段を選ばず、政治家を裏からあやつり、街を牛耳ろうとしている。やがて、マフィア同士の抗争に巻き込まれていく。
キャサリン・オコンネル
演 - キャリー＝アン・モス、日本語吹き替え - 岡寛恵
検察局に勤める地方検事補。ラルフとは隣同士の牧場で育ち、尊敬している。地方検事補として、ラルフとは事件を介して関わり、共に街の秩序を維持するため奮闘している。
ジャック・ラム
演 - ジェイソン・オマラ、日本語吹き替え - 咲野俊介
ラルフの弟でカウボーイで共に牧場を経営し、また保安官として兄を補佐している。ラルフと同様正義感が強いが、実直な兄と比べ、外交的で器用な一面も持つ。敵対するマフィアのボスの娘・ミアと引かれ合う。
ディクソン・ラム
演 - テイラー・ハンドリー、日本語吹き替え - 朝比奈拓見
ラルフの息子でカウボーイ。父の補佐を務めるものの、逆にトラブルに発展することもある。犯罪捜査の現場で経験を積み、父親に認めてもらうよう自覚が芽生えていく。
ミア・リゾ
演 - サラ・ジョーンズ、日本語吹き替え - 志田有彩
サヴィーノのボスでシカゴ・マフィアの一員、ジョニー･リゾの娘。サヴィーノが運営するカジノ・ホテルに会計室長として勤めている。マフィアの一員の娘という立場を理解しながらも、合法的にビジネスを成功させたいという野心を持つ。次第にジャックと引かれ合う。

### リカーリング
- エイミー・ガルシア（英語版）
- ヴィネッサ・ショウ
- マイケル・オニール
- ショーン・ドイル（英語版）
- メリンダ・クラーク
- エンヴェア・ジョカイ
- ジェームズ・ルッソ
- マイケル・ライリー・バーク（英語版）
- マイケル・ワイズマン（英語版）

## エピソード
| № | タイトル                                  | 監督                         | 脚本                                                           | 初放送日       | 合衆国視聴者数 （百万人） |
| --- | ----------------------------------------- | ---------------------------- | -------------------------------------------------------------- | -------------- | ------------------------- |
| 1 | "出会い" "Pilot"                          | ジェームズ・マンゴールド     | ニコラス・ピレッジ & グレッグ・ウォーカー                      | 2012年9月25日  | 14.85                     |
| 1960年、ラスベガス。牧場を営むラルフ・ラムは、牧場の真上を爆音とともに通過する旅客機の航路について空港の責任者に抗議していた。その様子を遠目で眺めていたのは、カジノ・ホテル、ザヴォイの新支配人としてシカゴからやってきたマフィアの一員、ヴィンセント・サヴィーノだった。一方、市長のベネットは、地方検事補のキャサリン・オコンネルから核実験場で女性の遺体が発見されたと報告を受ける。市長は行方不明の保安官の代理として、戦時中自分の指揮のもと、難事件を解決に導いた経歴を持つ元憲兵のラルフ・ラムを呼び、事件の捜査を依頼する。 |                                           |                              |                                                                |                |                           |
| 2 | "マネープレー" "Money Plays"              | ゲイリー・フレダー           | グレッグ・ウォーカー & ニック・サントーラ                      | 2012年10月2日  | 12.11                     |
| サヴィーノが仕切るカジノでは、会計室長が売上げの一部をくすねていることが発覚した。代わりの会計室長としてシカゴからやってきたのは、サヴィーノのボスの娘、ミア・リゾだった。その頃、ラルフ・ラムは弟のジャック、息子のディクソンとともに、正式な保安官となり、自宅で殺されたカジノのディーラーの男の遺体を確認していた。男は手首に縛られたような跡が残っていた。 |                                           |                              |                                                                |                |                           |
| 3 | "シカゴから来た男" "All That Glitters"    | グレッグ・ビーマン           | セス・ホフマン                                                 | 2012年10月9日  | 11.78                     |
| 4 | "合法ビジネス" "(Il)Legitimate"           | マット・アール・ビーズレイ   | アシュレイ・ゲイブル                                           | 2012年10月23日 | 10.80                     |
| 5 | "ミルウォーキーの殺し屋" "Solid Citizens" | ロクサン・ドースン           | ジム・アドラー                                                 | 2012年10月30日 | 10.75                     |
| 6 | "対立候補" "The Real Thing"               | アレックス・ザクシェフスキ   | ヴァネッサ・ライゼン                                           | 2012年11月13日 | 10.41                     |
| 7 | "殺し屋との決闘" "Bad Seeds"              | ジェフ・T・トーマス          | グレッグ・ウォーカー & ニック・サントーラ                      | 2012年11月20日 | 10.12                     |
| 8 | "盗まれた遺体" "Exposure"                 | デュエイン・クラーク         | セス・ホフマン & スティーヴン・レヴィンソン                    | 2012年11月27日 | 9.35                      |
| 9 | "ショーガールの悲劇" "Masquerade"         | ポール・マクレーン           | ジム・アドラー                                                 | 2012年12月11日 | 10.33                     |
| 10 | "ベガスのクリスマス" "Estinto"            | アンソニー・ヘミングウェイ   | ヴァネッサ・ライゼン & ニック・サントーラ                      | 2012年12月18日 | 9.82                      |
| 11 | "復讐の矛先" "Paiutes"                    | クリスティーン・ムーア       | スティーヴン・レヴィンソン & グレッグ・ウォーカー              | 2013年1月8日   | 10.92                     |
| 12 | "From This Day Forward"                   | ジェームズ・ホイットモア・Jr | 原案: セス・ホフマン & ニック・サントーラ 脚本: セス・ホフマン | 2013年1月15日  | 11.27                     |
| 13 | "Road Trip"                               | フレデリック・E・O・トーイ   | ニック・サントーラ                                             | 2013年1月29日  | 11.23                     |
| 14 | "The Third Man"                           | マット・アール・ビーズレイ   | ヴァネッサ・ライゼン & ジム・アドラー                          | 2013年2月5日   | 10.25                     |
| 15 | "Two of a Kind"                           | ジェリー・レヴィン           | ジェシカ・クェラー & スティーヴン・レヴィンソン                | 2013年2月19日  | 9.52                      |
| 16 | "Little Fish"                             | ポール・マクレーン           | セス・ホフマン                                                 | 2013年4月5日   | 7.59                      |
| 17 | "Hollywood Ending"                        | マイケル・チクリス           | ヴァネッサ・ライゼン                                           | 2013年4月12日  | 7.20                      |
| 18 | "Scoundrels"                              | クリスティーン・ムーア       | マット・ペイン                                                 | 2013年4月20日  | 4.32                      |
| 19 | "Past Lives"                              | ロクサン・ドースン           | ケイティ・ウェック                                             | 2013年4月26日  | 7.50                      |
| 20 | "Unfinished Business"                     | ローズマリー・ロドリゲス     | スティーヴン・レヴィンソン & グレッグ・ウォーカー              | 2013年5月3日   | 7.38                      |
| 21 | "Sons of Nevada"                          | デュエイン・クラーク         | ニック・サントーラ & グレッグ・ウォーカー                      | 2013年5月10日  | 7.20                      |

## 国際放送
| 国                    | 放送局                             | 初回                            | 放送時間                                                                 |
| --------------------- | ---------------------------------- | ------------------------------- | ------------------------------------------------------------------------ |
| オーストラリア        | ネットワーク・テン                 | 2012年10月14日                  | 日曜午後9時30分                                                          |
| ポルトガル            | TVSéries                           | 2012年10月10日                  | 水曜午後11時                                                             |
| イギリス アイルランド | スカイ・アトランティク             | 2013年2月14日                   | 木曜午後10時                                                             |
| カナダ                | グローバルテレビジョンネットワーク | 2012年9月25日                   | 木曜午後10時（ET/PT）、2013年4月5日に金曜午後9時に変更 （一部地域はCBS） |
| ニュージーランド      | プライム                           | 2013年2月28日                   | 木曜午後8時30分                                                          |
| フィリピン            | BEAM Channel 31のジャック・シティ  | 2012年10月20日 / 2012年11月15日 | 午後9時00（初回特別放送） / 木曜午後9時（レギュラー放送）                |
| トルコ                | FOXCRIME                           | 2013年3月18日                   | 月曜午後11時                                                             |
| ブルガリア            | FOX                                | 2013年3月7日                    | Thursday 9:00pm                                                          |
| イスラエル            | イエス                             | 2013年3月23日                   | 土曜午後9時                                                              |
| 日本                  | スーパー!ドラマTV                  | 2013年10月20日                  | 日曜午後10時                                                             |